# Invasion of the Saucer Men
Invasion of the Saucer Men (Invasion der Untertassen-Männer) ist ein US-amerikanischer Science-Fiction-Film von 1957. Literarische Vorlage war Paul W. Fairmans Kurzgeschichte „The Cosmic Frame“, die im Mai 1955 in Amazing Stories erschien. Das Filmposter mit den überdimensionalen Köpfen der grünen Untertassenmänner erlangte Kultstatus.

## Handlung
Die Handelsreisenden Johnny Carter und Artie Burns sind geschäftlich in der Kleinstadt Hicksburg unterwegs. Eines Abends geht Artie im gemeinsamen Hotelzimmer frühzeitig schlafen, während sich Johnny heimlich mit Joan Hayden trifft, deren einflussreicher Vater nichts von ihrer Freundschaft wissen darf. Sie fahren in die Umgebung in die sogenannte „lovers lane“, wo sich Liebespaare in ihren Autos treffen. Währenddessen landet außerhalb Hicksburg eine Fliegende Untertasse. Sie ist mit kleinen Marsianern mit überdimensionalen Köpfen und Augen besetzt.
Auf dem Rückweg überfährt Johnny aus Versehen einen der Marsianer. Zuerst erschrocken, erkennt er das (Werbe)Potential der Entdeckung eines wenn auch toten Außerirdischen. Aus dem Haus des Farmers Larkin, der die herumlungernden Teenager, die seine Kühe stören, ohnehin verabscheut, ruft Johnny in dessen Abwesenheit im Hotel an und instruiert den verblüfften Artie, sofort den Kühlschrank leer zu räumen, damit der Leichnam des außerirdischen Unfallopfers eingefroren werden kann, um ihn später der Presse zu präsentieren. Währenddessen macht sich eine Hand des toten Marsianers selbständig. Sie entwickelt ein Auge und macht sich auf den Weg. Ihr fällt der Trunkenbold Joe zum Opfer.
Rein zufällig macht eine Armee-Einheit in der Region eine Übung. Sie stoßen auf das Raumschiff und versuchen, Kontakt aufzunehmen. Nachdem dies misslingt, beschießen sie es. Johnny und Artie werden von den Untertassenmännern angegriffen, da sie Rache für ihr vermeintlich ermordetes Besatzungsmitglied wollen. Dabei entdecken die beiden, dass die Untertassenmänner zwar kugelfest sind, aber von Licht getötet werden können. Johnny organisiert die Liebespaare in der „lovers lane“. Mit den Autoscheinwerfern der Liebespaare werden die Invasoren vom Mars getötet. Es stellt sich heraus, dass Joe nicht von der marsianischen Hand vergiftet wurde, da diese nur Alkohol injizierte: Der ständig betrunkene Joe starb schlicht an einer Überdosis Alkohol.

## Produktionsnotizen
Der Film wurde in sieben Tagen fast ausschließlich im Studio gedreht. Die Schauspieler der Untertassenmänner waren Kleinwüchsige. Die Originalmasken der „grünen Marsianer“ waren orange. Die Filmposter zeigen noch den von Paul Blaisdell entworfenen überdimensionalen Kopf der Marsianer. Paul Blaisdells Figuren dienten als Vorbild für die Marsianer in den Mars Attacks!-Sammelkarten der frühen 1960er Jahre und dem Spielfilm „Mars Attacks!“ von 1996.

## Kritik
The grim little picture, intented as a cofeature only, was directed by the mediocre Edward L. Cahn, and it isn´t even one of HIS better films. INVASION OF THE SAUCER MEN is slow and talky, and neither quality helps to get a viewer through the muddled plot … The saucer men´s extravagant design has led them to one of the most popular of 1950s science fiction creatures … Despite their awkward appearance, they have an odd appeal, making them the highlight of the weak movie.
Warren, “Keep Watching the Skies!” S. 427.

## Auslandstitel
Andere Aufführungstitel waren Invasion dall´alto mondo (Italien), La invasión de los hombres del espacio (Spanien), Invasores da Ourto Mundo (Portugal) und Krypande handen (Schweden).

## Überlieferung
- Es existieren neben der englischen Originalfassung auch italienische und spanische DVD-Editionen.